# Chevresis-Monceau
Chevresis-Monceau è un comune francese di 360 abitanti situato nel dipartimento dell'Aisne della regione dell'Alta Francia.

## Società

### Evoluzione demografica
Abitanti censiti